# Boeing KC-135 Stratotanker
El Boeing KC-135 Stratotanker és un avió d'abastament militar. Tant el KC-135 com l'avió de passatgers Boeing 707 foren desenvolupats a partir del prototip Boeing 367-80. Es tracta de la variant predominant de la família d'avions de transport C-135 Stratolifter. El KC-135 fou el primer avió d'abastament amb motors de reacció de les Forces Aèries dels Estats Units i substituí el KC-97 Stratofreighter. En un primer moment, el KC-135 es dedicava a abastar bombarders estratègics, però a la Guerra del Vietnam i conflictes posteriors, com ara l'Operació Tempesta del Desert, per augmentar l'abast i l'autonomia dels caces i bombarders tàctics dels Estats Units.
El KC-135 entrà en servei amb les Forces Aèries dels Estats Units el 1957. Es tracta d'una de les sis aeronaus d'ales fixes que han arribat a més de 50 anys de servei continu amb el seu operador original. El KC-10, un avió més gros, complementa el KC-135. Alguns estudis han conclòs que molts dels avions podrien continuar volant fins al 2040, tot i que els costos de manteniment han pujat molt. El KC-135 serà parcialment substituït pel Boeing KC-46 Pegasus.